# Guzek
Guzek (łac. nodulus, tuberculum) – w dermatologii, wykwit wyniosły ponad powierzchnię skóry, związany ze zmianami w skórze właściwej, mogący ulegać rozpadowi z pozostawieniem blizny. Większy wykwit guzkowy (o średnicy powyżej 1 cm) rozwijający się z zajęciem tkanki podskórnej określany jest jako guz. Guzek różni się od grudki większą spoistością i głębszym usadowieniem oraz istnieniem nacieku zapalnego wokół miejsca jego występowania. 
Przykładami guzków są: 
- guzki gruźlicze
- guzki Oslera w infekcyjnym zapaleniu wsierdzia
- guzki reumatoidalne
- gradówka
- guzki dnawe w dnie moczanowej.